# Cyclommatus okudai
Cyclommatus okudai là một loài bọ cánh cứng trong họ Lucanidae. Loài này được Fujita mô tả khoa học năm 2011.